# برايان إيفانز (لاعب كريكت بريطاني)
برايان إيفانز (23 مايو 1964 - ) (بالإنجليزية: Brian Evans)‏ هو لاعب كريكت بريطاني.